# GW501516
La molécula GW501516 (conocida también como GW-501,516, GW1516, GSK-516, Cardarine, y Endurobol) es un agonista del receptor PPARδ anteriormente investigado como fármaco por la empresa GlaxoSmithKline (GSK). Se descubrió que el medicamento causaba cáncer en ratas por lo cual fueron suspendidos los estudios. Pero la investigación fue desaprobada por malos usos en las ratas, además de tiempos de uso superiores a las 200 semanas. La molécula activa las mismas rutas metabólicas estimuladas por medio del ejercicio, que incluyen el PPARδ y el complejo AMPK. La GW501516 se investigó como tratamiento potencial para la obesidad, diabetes, dislipidemia y prevención de enfermedades cardiovasculares. También demostró un efecto sinérgico en combinación con AICAR; la combinación demostró incrementar significativamente la resistencia al ejercicio en modelos animales que las sustancias por separado.
Actualmente la sustancia no cuenta con ningún uso terapéutico aprobado y los estudios clínicos fueron suspendidos por sus supuestos efectos "cancerígenos". A causa de sus efectos sobre el organismo en el metabolismo muscular, el tejido graso y la mejora en el rendimiento resultante, desde 2009 la Agencia Mundial Antidopaje (AMA) la incluyó en la lista de sustancias prohibidas. Sin embargo, a pesar de no estar aprobada para uso clínico por el riesgo de desarrollar tumores malignos, se consigue en el mercado negro y desde 2013 se han detectado numerosos casos de dopaje en ciclistas de ruta; entretanto la AMA emitía una advertencia a los deportistas a raíz de los alarmantes estudios recientes sobre su alto potencial cancerígeno.

## Historia
GW501516 fue descubierta durante una investigación conjunta entre GlaxoSmithKline y Ligand Pharmaceuticals que inició en 1992. En el 2000 se anunció que GSK inició los estudios de fase I para el tratamiento de la hiperlipemia, seguido por la fase I/II en 2002. Sin embargo, en 2007, durante la fase II, por razones revelados hasta 2008 GSK canceló futuras investigaciones del medicamento.
Ronald M. Evans del Salk Institute en 2004 demostró que ratones modificados genéticamente para expresar el receptor PPARδ en sus células musculares tenían mayor resistencia. Para este fin obtuvo una muestra de GW501516 y le administró a los ratones dosis mucho más altas que las utilizadas por los investigadores de GSK y hallaron que la molécula incrementaba la resistencia de los ratones. Los resultados se publicaron en 2007 en la revista Cell con repercusión en diarios importantes como el The New York Times y The Wall Street Journal.

## Mecanismo de acción
GW501516 es un agonista del receptor PPARδ. Muestra alta afinidad (Ki = 1 nM) y potencia (EC50 = 1 nM) para PPARδ con una selectividad de más de mil veces para PPARα y PPARγ. En ratas la acción de la molécula sobre el receptor PPARδ recluta el coactivador PGC-1α. El complejo PPARδ/coactivador a su vez aumenta la expresión de las proteínas involucradas en el consumo de energía. Además, las ratas tratadas con GW501516 aumentaron el metabolismo de los ácidos grasos en el músculo esquelético y la protección contra la obesidad inducida por la dieta y la diabetes tipo II. En monos Rhesus obesos incrementó los niveles de lipoproteínas de alta densidad (HDL) y disminuyó el de las lipoproteínas de baja densidad (VLDL). Los mecanismos mediante los que los agonistas de PPARδ estimulan la aparición de HDL parece ser el incremento en la expresión del transportador colesterol ABCA1.

## Uso como dopante en deportes
En un artículo publicado en 2004 en New Scientist, Ronald M. Evans declaró: «sospecho que los animales tratados con el medicamento incrementarán su resistencia y rapidez» y también afirmó «la posibilidad de ser objeto de abuso por los deportistas es real». Una vocera de la AMA dijo que no sería sorprendente que los atletas consumieran la sustancia una vez estuviese disponible. La empresa GSK declaró a New Scientist que no se había estudiado si la molécula tenía algún efecto sobre el rendimiento.
La preocupación que fuese usada como una ayuda ergogénica como mejorador del rendimiento creció de cara a los Juegos Olímpicos de Beijing, debido a que no se hallaba controlada por las regulaciones contra el dopaje ni detectada por las pruebas de rutina. Para entonces se desarrolló una prueba para detectar la sustancia en la orina y se colocó a disposición del Comité Olímpico Internacional. La Agencia Mundial Antidopaje (AMA) inició pruebas para desarrollar un test para GW501516 y otros moduladores del receptor PPARδ relacionados, y fueron añadidos a la lista de sustancias prohibidas desde 2009. GW501516 se había promocionado en sitios de Internet sobre culturismo y atletismo y había estado disponible desde hacía algún tiempo en el mercado negro. En 2011 10 g se vendía a US 1000. La AMA declaró haber detectado ya su uso. En 2012, la AMA recategorizó la molécula GW501516 como un compuesto para dopaje genético a «modulador hormonal y metabólico».
En el transcurso de 2013 se empezaron a detectar casos positivos para GW501516 en ciclistas alrededor del mundo. El primer caso salió a la luz en abril de 2013, cuando el ciclista ruso Valery Kaykov fue suspendido por la Unión Ciclista Internacional (UCI) luego de dar positivo para GW501516 y suspendido de inmediato por su equipo RusVelo. En mayo de 2013 el corredor venezolano Miguel Ubeto fue provisionalmente suspendido por su equipo Lampre. Tras el análisis de las muestras tomadas en la Vuelta a Costa Rica en diciembre de 2012, fueron suspendidos por la UCI el colombiano Marlon Pérez y los ciclistas costarricenses Paulo Vargas, Allan Morales y Pablo Mudarra. En agosto se reveló un nuevo caso, el del corredor colombiano Jonathan Millán, en una muestra obtenida en una competición de su país. En julio de 2015, la luchadora Argentina Luz Vázquez fue descalificada por utilizar esta sustancia en los Juegos Panamericanos de Toronto.

## Seguridad
Un artículo de 2004 de The Wall Street Journal recalcó que un estudio encontró un aumento en la frecuencia de pólipos en ratones expuestos a GW501516, pero GSK afirmó que no habían identificado problemas en la seguridad con el compuesto y que continuaría con las investigaciones.
En 2013 la publicación New Scientist escribió: «las pruebas en ratas mostraron que al ser sometidas a diferentes dosis la sustancia origina rápidamente cánceres de múltiples órganos, que incluyen el hígado, vejiga, estómago, piel, tiroides, lengua, testículo, ovarios y útero». Esto motivó que la AMA tomará la medida inusual de advertir a los posibles usuarios de la droga de los posibles riesgos para la salud, recalcando que «esta sustancia no ha recibido aprobación clínica ni la recibirá».